# Dorfkirche Gohre

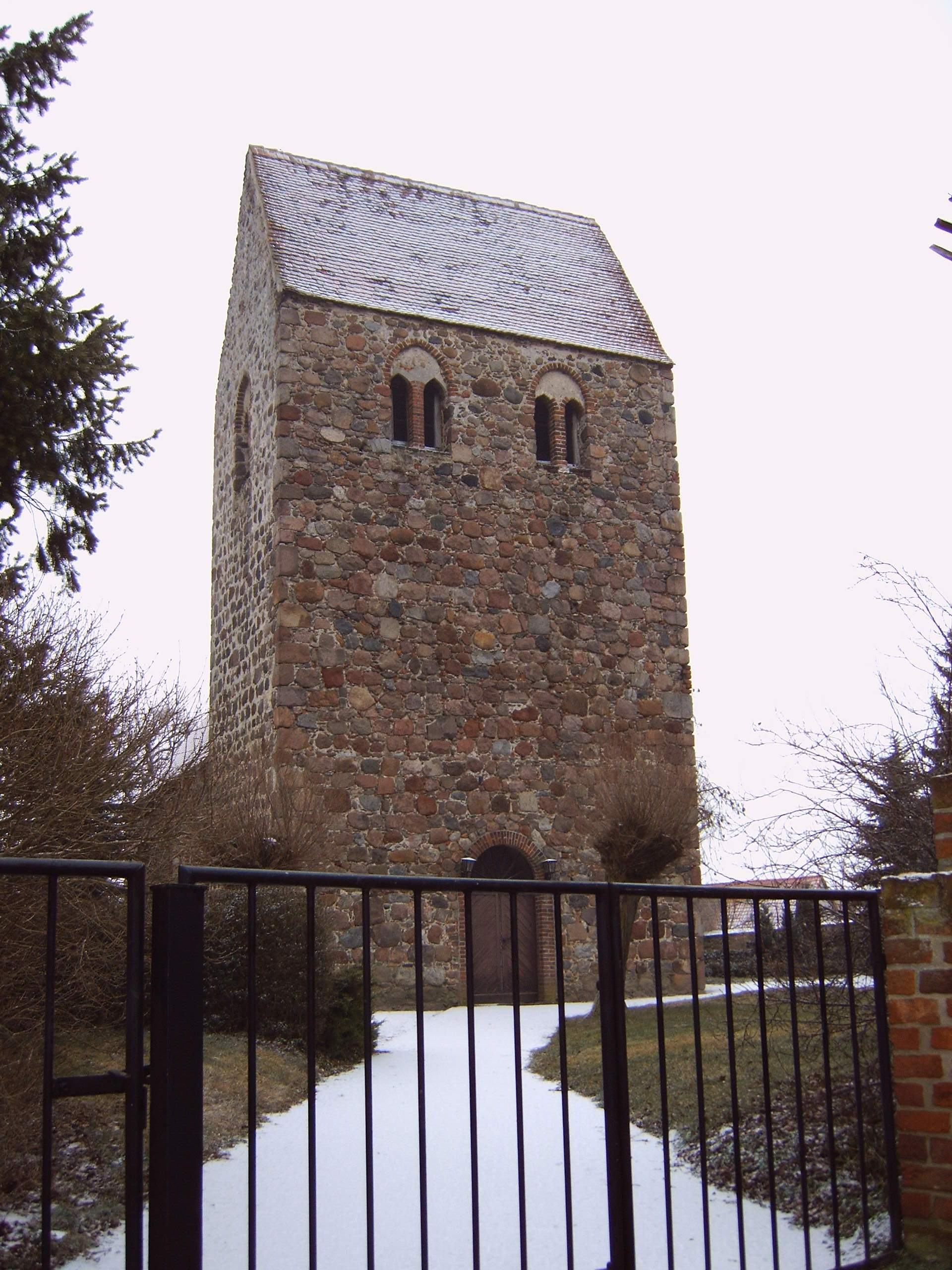
Turm der Kirche

Die Dorfkirche Gohre ist die evangelische Kirche des Dorfes Gohre in der Altmark. Sie gehört zum Kirchenkreis Stendal der Evangelischen Kirche in Mitteldeutschland.

## Geschichte
Die vierteilige aus Breitturm, Kirchenschiff, Chor und Apsis bestehende Kirche (Vollständige Anlage) wurde in der ersten Hälfte des 12. Jahrhunderts um 1140 aus Findlingen im Stil der Romanik errichtet. Patronin der Kirche war die Äbtissin des Klosters in Wolmirstedt. Später übernahm der Staat das Patronat.
Anfang des 16. Jahrhunderts entstand ein Backsteintor als Zugang vom Dorfanger zum Friedhof. Das Tor wurde jedoch 1975 abgerissen.

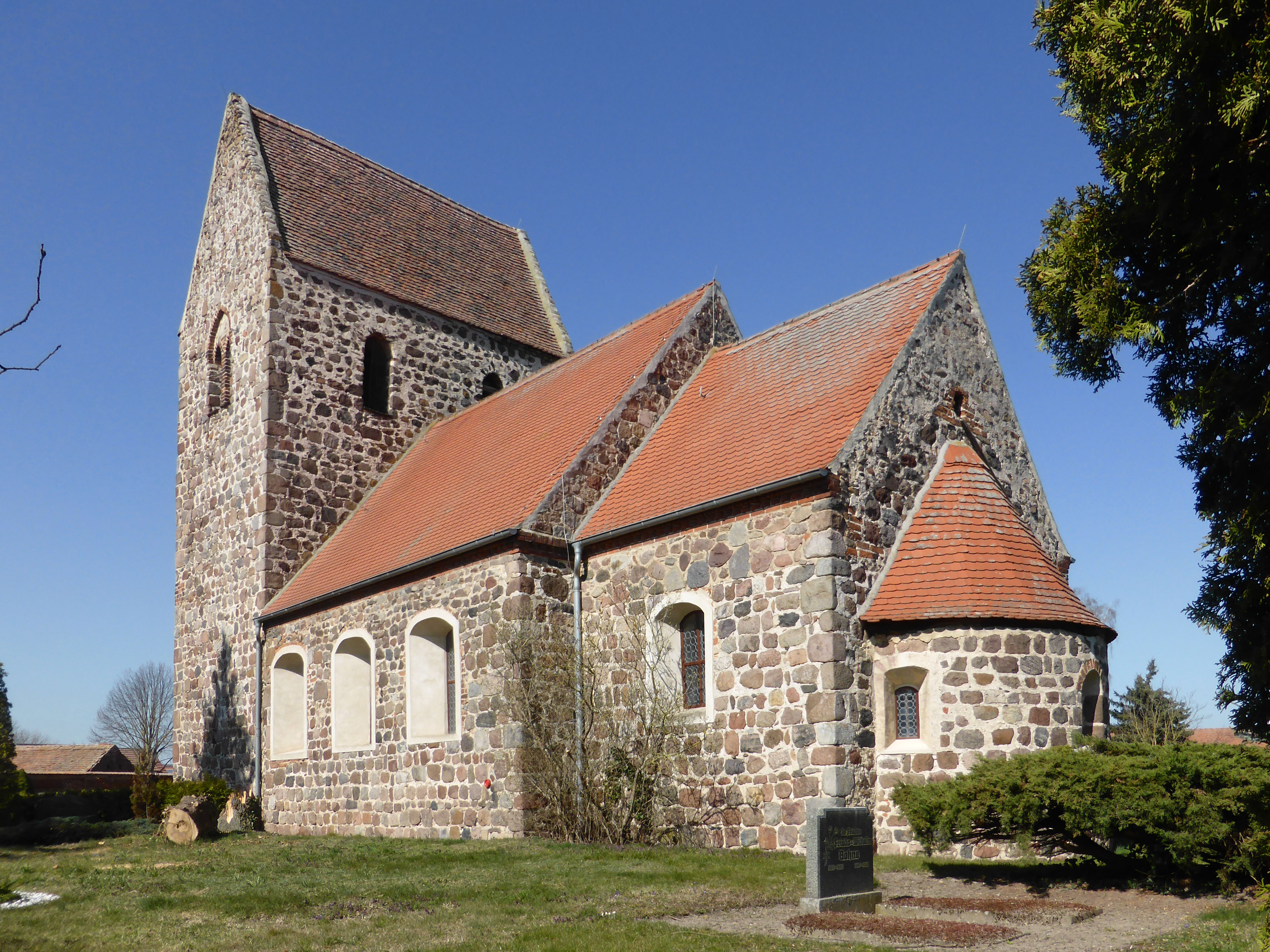
Dorfkirche Gohre

Im Zeitraum von 1714 bis 1722 fand eine Erneuerung der Kirche statt. Der Kanzelaltar und der Chor wurden umgestaltet. In dieser Zeit entstanden auch die barocken Rundbogenfenster im Chor und im Kirchenschiff. Lediglich in der Apsis blieb ein ursprüngliches Fenster erhalten. 1860 erfolgte eine erneute Umgestaltung, in deren Zuge die über ein Tonnengewölbe verfügende Sakristei abgerissen wurde. Es entstand ein Westportal und das Hauptgesims aus Backstein. Das ursprüngliche Tonnengewölbe im Erdgeschoss des Turms wurde bei der Vergrößerung des Rundbogens zwischen Turm und Kirchenschiff entfernt. An den Längsseiten des Kirchturms sind die alten Rundbogenfenster erhalten geblieben. An den schmalen Seiten wurden die Fenster gotisch umgestaltet.
Im Jahr 1980 wurde der Kanzelaltar restauriert und der Kircheninnenraum neu ausgemalt.